# Николаевка (Андреевское сельское поселение)
Николаевка — деревня в Александровском районе Владимирской области, входит в состав Андреевского сельского поселения.

## География
Деревня расположена на берегу реки Большой Киржач в 9 км на юго-восток от центра поселения села Андреевское и в 26 км на юго-восток от Александрова. 

## История
В конце XIX — начале XX века деревня называлась Дураково и входила в состав Андреевской волости Александровского уезда. В 1859 году в деревне числилось 17 дворов, в 1905 году — 32 двора, в 1926 году — 28 дворов.
В 1920-е годы деревня была переименована в Николаевку. С 1929 года деревня входила в состав Каблуковского сельсовета Александровского района, с 1940 года — в составе Мячковского сельсовета, с 1948 года — в составе пригородной зоны города Александрова, с 1954 года — в составе Бакинского сельсовета, с 1965 года — в составе Александровского района, с 1969 года — в составе Андреевского сельсовета, с 2005 года — в составе Андреевского сельского поселения.

## Население
| 1859 | 1905 | 1926 | 2002 | 2010 | 2021 |
| ---- | ---- | ---- | ---- | ---- | ---- |
| 164  | ↗194 | ↘148 | ↘0   | →0   | →0   |